# ضباعة (العدين)

تعديل مصدري - تعديل

ضباعة محلة تابعة لقرية الشرقي، التابعة لعزلة بني زهير بمديرية العدين إحدى مديريات محافظة إب في الجمهورية اليمنية.، بلغ تعداد سكانها 149 حسب تعداد اليمن لعام 2004.